# Sebastián Miranda (escultor)
Sebastián Miranda y Pérez-Herce (Oviedo, 7 de julio de 1885-Madrid, 19 de octubre de 1975) fue un escultor asturiano.

## Datos biográficos

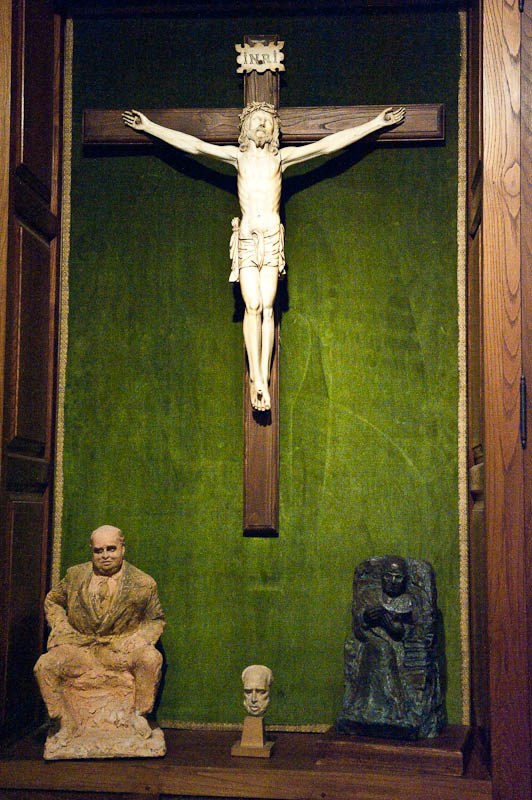
Pequeñas esculturas de terracota de Sebastián Miranda, bajo un cristo filipino de marfil, en la Casa Museo de Tudanca.

Después de asistir a la escuela en Oviedo, Sebastián Miranda entró en el Instituto Politécnico de Bingen am Rhein en Alemania. De vuelta en España, estudió Derecho en la Universidad de Oviedo.
En 1908, viajó por Europa. Sebastián Miranda pasó dos años en París, donde se formó en la escultura con el maestro, el escultor español Luis Périnat, diplomático en la capital francesa. Frecuentó el entorno artístico Montmartre. Posteriormente pasó dos años en la Academia de Bellas Artes de Roma.
En 1914, regresó a España a causa de la Primera Guerra Mundial.
En 1921, Sebastián Miranda regresó a París e Italia. Obtuvo su primer éxito en una exposición en el Museo de Arte Moderno, en el que vendió todas sus obras expuestas.
El museo Casa natal de Jovellanos de Gijón alberga su obra más importante, "Retablo del Mar", que representa escenas de la populosa lonja de Gijón, talladas en una tabla de madera.

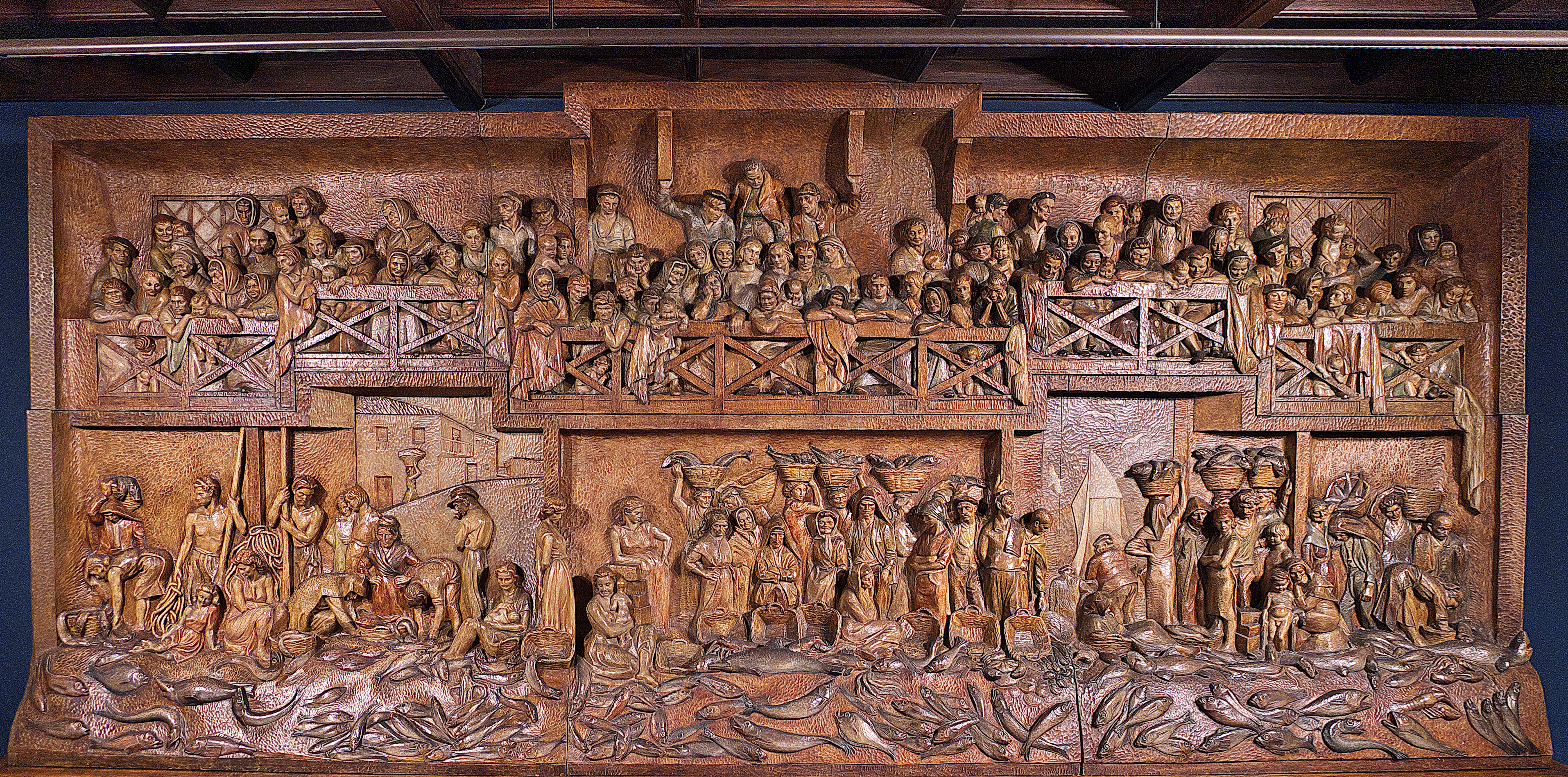
Retablo del Mar (1931-1933)

Se especializó en la fabricación de bustos y la representación de toreros, su segunda pasión fueron las corridas de toros. También esculpió mujeres con niños, gitanos, personas mayores, etc.

## Escultura urbana en Oviedo
La ciudad de Oviedo posee en sus calles cuando menos cinco obras de este autor, pese a que una ella es una réplica. La temática de estas esculturas es diversa y su inauguración en las calles de la ciudad es, con frecuencia, posterior a la muerte del autor. El Ayuntamiento de Oviedo compró los derechos de un número de esculturas de Sebastián Miranda, lo que le ha permitido ir realizando copias de las mismas con el tiempo para su ubicación en las calles ovetensas.  Podemos destacar:
- "La Encarna con chiquilín", inaugurada en 1955.[1]
- "Concierto gitano", inaugurada en 1999.[1]
- "La pescadera", inaugurada en 2005.[1]
- "La gitana", inaugurada en 2005.[1]
- "La Maternidad", inaugurada en 2010.[1]